# متنزه شاطئ بريستول الحكومي
حديقة شاطئ بريستول الحكومية، هي حديقة مساحتها 242 فدانًا (0.98 كيلومترًا مربعًا) غير مطورة تقع على نهر هدسون في ساغراس في مقاطعة أولستر، نيويورك. تم إنشاء الحديقة في البداية في عام 1967، وتديرها لجنة حواجز الحدائق بين الولايات.

## تاريخ
يشغل مركز حديقة شاطئ بريستول الحكومية  أرض كانت تُستخدم سابقًا ساحة للقرميد خلال القرن التاسع عشر.  حصلت عليها بلدة ساجرتيس بموجب صك ؛  في النهاية نقلت المدينة الملكية لولاية نيويورك.  في عام 1967 ، تم نقل 53 فدانًا (21 هكتارًا) من الممتلكات من وزارة الحفاظ على ولاية نيويورك إلى لجنة حواجز الحدائق بين الولايات .  تم توسيع الحديقة في التسعينيات لحماية قطع الأراضي المجاورة التي تم النظر في تطويرها.
في عام 2013 ، اقترحت بلدة ساجرتيس إعادة الاستحواذ على الحديقة لتعزيز تطويرها ، والتي شعروا أن الدولة لا تستغلها بشكل كافٍ .

## وصف الحديقة
تقع حديقة شاطئ بريستول على مساحة 242 فدانًا (0.98 كيلومترًا مربعًا) مطويًا بجوار نهر هدسون وهو غير مطور إلى حد كبير ، باستثناء موقف سيارات صغير.  على الرغم من عدم وجود مسارات رسمية ، إلا أن الهبوط في النهر يعد مكانًا شهيرًا لركوب القوارب وصيد الأسماك.  يشمل الجزء الشمالي من المنتزه ، المعروف باسم ايفز بوينت ، يحوي المرافق الأساسية مثل شرفة المراقبة والمراحيض المحمولة.
على الرغم من اسمها، إلا أن الحديقة لا تحتوي على شاطئ متطور ولا يُسمح بالسباحة.
 تمت الإشارة إلى الركام شديدة الانحدار والركيزة غير المرغوب فيها وأعماق المياه الضحلة في الخارج باعتبارها حواجز تمنع التطوير المستقبلي للشاطئ على العقار.